# Striełkowo (rejon wołogodzki)
Striełkowo (ros. Стрелково) – wieś w Rosji, w rejonie wołogodzkim obwodu wołogodzkiego. W 2010 r. liczyła 13 mieszkańców.